# Jean-Félix de Cayla de la Garde
 (août 2022).
Jean-Félix de Cayla de La Garde est un homme politique français né le 19 février 1734 à Rodez (Aveyron) et décédé le 12 février 1800 à Rome (Italie).
Supérieur général de Saint-Lazare, il est député suppléant pour le clergé aux États généraux de 1789. Il est admis à siéger le 6 novembre 1789 et vote contre les réformes.

## Sources
- « Jean-Félix de Cayla de la Garde », dans Adolphe Robert et Gaston Cougny, Dictionnaire des parlementaires français, Edgar Bourloton, 1889-1891 [détail de l’édition]